# Epitausa recessa
Epitausa recessa är en fjärilsart som beskrevs av Heinrich Benno Möschler 1880. Epitausa recessa ingår i släktet Epitausa och familjen nattflyn. Inga underarter finns listade i Catalogue of Life.